# Anna di Teschen

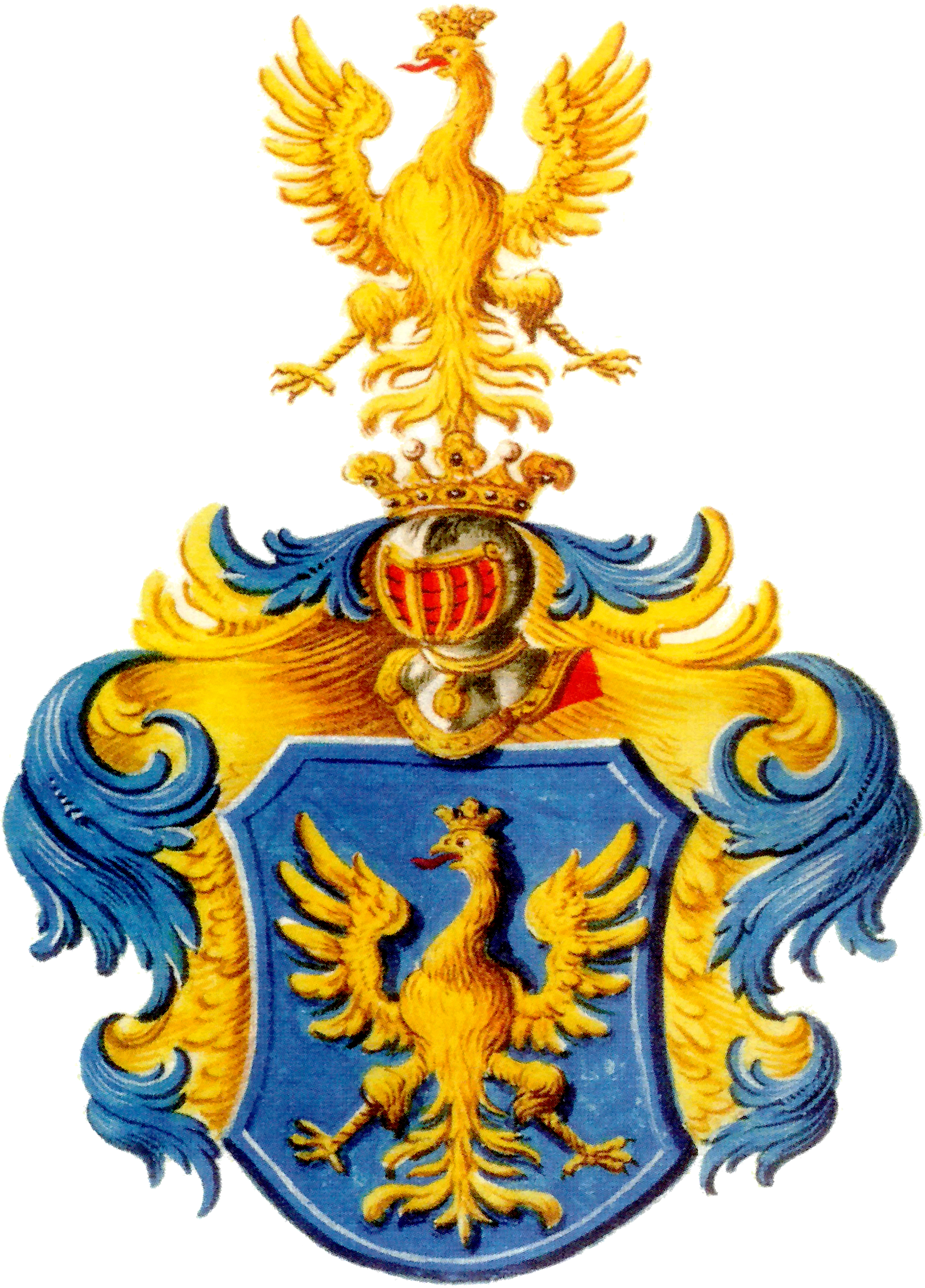
Stemma dei Duchi di Teschen

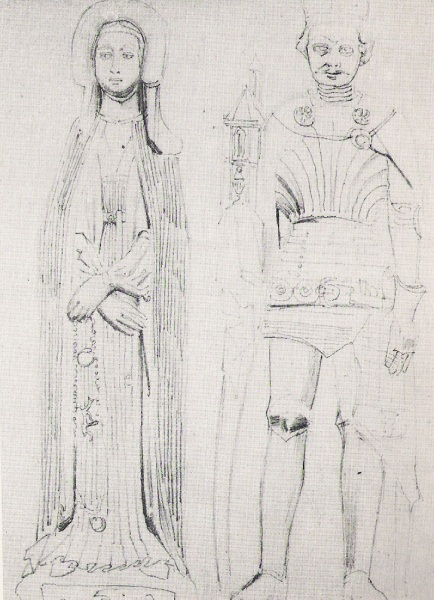
Tomba di Anna e Venceslao

Anna di Teschen (1324 circa – 1367 circa) è stata una nobildonna polacca, principessa della Slesia della linea Cieszyn della dinastia Piast di Slesia, moglie del duca di Legnica Venceslao I.

## Biografia
Anna Ceshinska (in polacco: Anna Cieszyńska) era la figlia del principe Casimiro I di Teschen e di Eufemia di Mazowiecka, figlia del principe Troyden I di Czerski e Sochaczew.

## Discendenza
Anna sposò nel 1338/1340 Venceslao I di Legnica, il figlio maggiore del duca Boleslao III il Prodigo. La coppia ebbe cinque figli:
- Rupert I (27 marzo 1347-prima del 12 gennaio 1409)
- Venceslao II (1348-30 dicembre 1419)
- Boleslao IV (1349-3 o 4 marzo 1394)
- Edvige (1351-1 agosto 1409), sposò nel 1372 Enrico VI di Głogów-Żagań.
- Enrico VIII (1355-12 dicembre 1398).